# Simor András (közgazdász)
Simor András (Budapest, 1954. május 17. –) közgazdász, 2007. március 3. és 2013. március 3. között a Magyar Nemzeti Bank (MNB) elnöke. 1976-ban szerzett diplomát Budapesten, a Marx Károly Közgazdaságtudományi Egyetem nemzetközi pénzügy szakán, a Deloitte Touche Tohmatsu nemzetközi könyvvizsgáló és pénzügyi tanácsadó cég magyarországi leányvállalatának elnök-vezérigazgatója is volt.

## Pályája

### MNB
Első munkahelye a Magyar Nemzeti Bank (MNB) volt, ahol asszisztensként dolgozott a Devizagazdálkodási főosztály nemzetközi osztályán. 1979 és 1985 közt az MNB londoni leányvállalata, az azóta megszűnt Hungarian International Bank Ltd. váltóügyekkel (angolul forfeiting) foglalkozó osztályvezetője volt abban az időszakban, amikor Margaret Thatcher megreformálta a brit gazdaságot, többek közt privatizációval. („A magyar kormányok általában akkor privatizáltak, ha nagy lyuk tátongott a költségvetésben, és kellett a pénz a hiány fedezésére. A privatizáció fő céljai így is teljesültek, de azt egyik magyar kormányon sem láttam, hogy tudja, miért teszi. Az angolon láttam” – mondta később.)
Ezután 1989-ig az MNB nemzetközi osztályának helyettes vezetője volt.

### Creditanstalt-Bankverein
1989-ben ő lett az akkor létrejött, fele-fele arányban a Budapest Bank és az osztrák Creditanstalt-Bankverein tulajdonában álló Creditanstalt Értékpapír Rt. brókercég alapító vezérigazgatója. (Ekkor alakulhattak először újra brókercégek a kommunizmust maga mögött hagyó Magyarországon. A céggel nagyjából egyidőben indult Co-Nexus és Lupis Brókerház nem lettek hosszabb távra sikeresek.) A cég kezdetben a rövidlejáratú bankközi pénz- és váltópiacon volt közvetítő, volt néhány mérsékelt sikerű kisebb tőzsdei bevezetési akciója, később azonban a legnagyobb tőzsdére viteleket szerezték meg (Richter, OTP, MOL Matáv). A Creditanstalt indította az első magyar kötvényalapot és az első nyílt végű befektetési alapot.
Nyolc év után Simor előrelépett és a brókercég tulajdonosa, a CA IB Investmentbank ügyvezető elnöke lett Bécsben. A dolga az volt, hogy levezényelje a Creditanstalt és az azt megvásároló Bank Austria befektetési bankjának összeolvadását a régióban. Mivel kicsinek találta a közép-európai piacot, a cég központját szerette volna átköltöztetni Londonba, a cég tulajdonosai azonban ezt nem támogatták. „Nagy vergődés volt számomra ez az egy év. Sok mindent sikerült elérni, sok mindent nem, és én jórészt fölőrlődtem ebben… Nagyon rossz volt. És akkor felmondtam, és hazajöttem” – mondta Simor 2006-ban egy interjúban.

### Deloitte
1998-ban hazatért, saját tanácsadó cégét vezette tovább és még ugyanebben az évben Járai Zsigmond utódjaként a Budapesti Értéktőzsde elnökének választották. Ezt a posztot 2002-ig töltötte be. Közben azonban 1999-ben ő lett a Deloitte magyar leányvállalatának vezetője, egy évvel azután, hogy kirobbant annak a banknak (Postabank) a botránya, amelynek könyvvizsgálója a Deloitte volt. „Azt gondolom, sikerült alapvetően más imázst létrehozni, többek között ez volt az egyik feladat, amit kaptam” – mondta az interjúban.
Az összeférhetetlenség elkerülése végett a tőzsdén vállalta, hogy azoknak a tőzsdei cégeknek az ügyeiben, amelyekkel a Deloitte üzleti kapcsolatban van, nem ő jár el. Később tagja lett a régiós leányvállalatokat összefogó Deloitte Közép-Európa igazgatóságának is.
2001-ben a rangos üzleti folyóirat, a Business Week Európa 50 kiemelkedő üzletembere közt sorolta fel.

### Konvergencia Tanács
Egyike volt annak a három magyar üzletembernek, akiket a kiigazított magyar konvergenciaprogramot véleményező független tanácsadó testület, a Konvergencia Tanács tagjának kért fel 2006-ban Gyurcsány Ferenc miniszterelnök. Simornak az volt a koncepciója, hogy a Tanácsot azután is fenn kellene tartani, hogy Magyarország szeptemberben beadja a konvergenciaprogramot az Európai Bizottságnak, és a kormánynak negyedévente be kellene számolnia az előrehaladásról. (A Tanácsot azonban októberben megszüntették.)
Simor korábban (Járai Zsigmond volt MNB-elnökkel és másokkal együtt) részt vett abban a Tanácsadó Testületben, amely segédkezett a Central European Management Intelligence (CEMI) kutatóintézet azon tanulmányának elkészítésében, amely a magyar gazdaság és államháztartás szerkezeti problémái tárta fel, fordulatot sürgetve.

## Az MNB elnöke
2006-tól a magyar médiában neve más közgazdászokkal és pénzügyi vezetőkkel együtt (mint Bodnár Zoltán, Bokros Lajos, Farkas Ádám, Felcsuti Péter, Karvalits Ferenc, Surányi György, Várhegyi Éva) szóba jött, mint Járai Zsigmond távozó jegybankelnök lehetséges utóda a Magyar Nemzeti Bank elnöki székében.
A sajtóban és közgazdász berkekben Simort tartották a legvalószínűbb (és a pénzügyi piacok által preferált) jelöltnek. 2007. február 16-án Gyurcsány Ferenc bejelentése Simor jelöléséről bebizonyította, hogy e várakozás megalapozott volt.
Az MNB-elnököt a miniszterelnök javaslatára a köztársasági elnök nevezi ki (ha nincs jogi akadály, nem utasíthatja vissza a jelölést). Simort meghallgatták az Országgyűlés gazdasági, költségvetési és európai ügyekkel foglalkozó bizottságai és támogatták kinevezését.

### Első nyilatkozatai
Első nyilatkozataiban az új jegybankelnök leszögezte, hogy ragaszkodik a jegybank függetlenségéhez, az MNB három százalékos középtávú inflációs céljának követéséhez és az euró magyarországi bevezetéséhez, emellett korrekt kapcsolatra törekszik a kormánnyal. A forint ideális árfolyamával kapcsolatos kérdéseket parlamenti bizottsági meghallgatásain elkerülte, kijelentette, hogy a jegybanknak nincs árfolyamcélja, ugyanakkor az árfolyam jelentős ingadozása nem tesz jót a gazdaságnak, a vállalkozásoknak pedig nincs mit panaszkodniuk az erős forint miatt, mivel az hatékonyságuk javítására kényszeríti őket. Elmondta azt is, hogy jegybankelnökként keveset akar nyilatkozni.
Alig lépett hivatalra, Simor a mélyvízbe került, hiszen a forintot árfolyamsávja erős szélének közelébe tolta az a spekuláció, hogy az új jegybankelnök az árfolyamsáv eltörléséről és a forint szabad lebegtetéséről állapodhat meg a kormánnyal. Mindez az árfolyamsáv széle elleni támadás veszélyét vetítette előre, ami nehéz helyzetbe sodorhatná a monetáris politikát.
A Monetáris Tanács első ülése, amelyen Simor elnökölt, 2007. március 26-án változatlanul (8%-on) hagyta az MNB alapkamatát és Simor elmondta: a kormány nem támogatja a forint árfolyamrendszerének megváltoztatását, az MNB inflációs célja elérhető a jelenlegi árfolyamrendszer keretei közt és a banknak megvannak az eszközei az árfolyamsáv megvédésére támadás esetén. Ez a félreérthetetlen üzenet hozzájárult a spekuláció elcsitulásához, de nem győzte meg a piacokat arról, hogy valamikor a távolabbi jövőben sem kerül sor az árfolyamrendszer megváltoztatására.
Áprilisban Simor egy konferencián és a havi jegybanki sajtótájékoztatón közölte: javasolni fogja a kormánynak, hogy hosszú távra 11-ről 5-7 tagúra karcsúsítsák az MNB kamatmeghatározó Monetáris Tanácsát, rövidtávon pedig teremtsék meg a törvényi alapját, hogy egy helyett két alelnök ülhessen a testületben, mindezt a hatékonyabb működés érdekében.

## MNB-elnöksége
Elnöksége idején kicserélődött a bank vezetése (az alelnökök), az alsóbb szinteken történt változások azonban nem érintették az MNB közgazdasági műhelyének korábban kialakult kitűnő reputációját. Az új elnök kevesebbet szerepelt nyilvánosan, mint elődje, Járai Zsigmond, és a jobboldali ellenzék oldaláról kezdetben kevesebb támadás érte, mint Járait a kormányzó szocialistáktól. 2009-től azonban megszaporodtak az ellenzéki kritikák: az ellenzék gyorsabb jegybanki kamatcsökkentést követelt. A sajtóban cikkek jelentek meg Simor ciprusi offshore cégéről, amelyek személye elleni kritikák forrásává váltak.

### Monetáris politika
Simor elnökségének első évében a monetáris politika két fordulatot hajtott végre. 2007 júniusában a korábbi kamatemelésekkel szakítva a bank negyed százalékponttal 7,75 százalékra csökkentette a jegybanki alapkamatot (majd ezt szeptemberben újabb negyed százalékpontos kamatvágás követte). 2008 áprilisában azonban az MNB az inflációs nyomás kezelése érdekében visszatért a kamatemelési ciklushoz.
A Simor vezette jegybanknak a kormány intézkedései következtében felszökő inflációval kellett szembenéznie és az első évben a monetáris politikának nem sikerült a középtávú inflációs várakozásokat a három százalékos jegybank-kormány cél közelébe szorítania. Nem haladtak előre a euró bevezetéséhez vezető útról szóló tárgyalások sem a kormánnyal.
2008 októberében, amikor a világgazdasági válság és a magas magyar adósságállomány az összeomlás közelébe sodorta a magyar piacokat, az MNB kénytelen volt 3 százalékponttal 11,5%-ra emelni alapkamatát. Ezt követően kamatlazítási ciklus indult, amelynek sebességét gyakran bírálták kívülről. A mély 2009-es magyar recessió ellenére az infláció abban az évben sem csökkent a 3 százalékos középtávú cél közelébe: az év közepén végrehajtott adóemelések 4,2%-ra növelték az éves átlagot, a 12 hónapos visszatekintő áremelkedés pedig 2010 első hónapjaiban is még jóval 5% felett volt.
Az intézményi kereteket érintő legnagyobb változás Simor elnökségének idején a forint árfolyamsávja 2008 februárjában történt eltörlése, amelyet a pénzügyi piacokon már Simor kinevezése óta vártak, mégis sikerült meglepetésszerűen, piaci spekuláció gerjesztése nélkül megoldani.
2008 elején az elnök más közgazdászokhoz hasonlóan az állami kiadások, különösen a szociális kiadások erőteljes lefaragását kezdte sürgetni annak érdekében, hogy csökkenthetőek legyenek az adók, növelhető a foglalkoztatottság, és ezzel visszafordítható legyen az ország növekvő elmaradása a régióbeli versenytársak fejlődésének üteme mögött. Az MNB támogatta a 2009-es állami kiadáscsökkentéseket, ugyanakkor további strukturális változtatásokat sürgetett az államháztartásban, ekkor is, illetve a második Orbán-kormány 2010 tavaszi hatalomra kerülése körül is.

### Személyi változások, költséglefaragások
Elnöksége alatt folytatódtak az MNB költséglefaragásai. 2007-ben 49 fővel 690-re csökkent a jegybank alkalmazottainak száma, a létszám csaknem egyötöde kicserélődött: 124-en hagyták el a bankot, az esetek felében a munkaadó kezdeményezésére, a többiek más megfontolásokból. 2009-ben a bank költségei reálértékben egyötödével voltak a 2006-os szint alatt.

## Kritikák
Kritikák érték a Simor vezette MNB-t, amelyek szerint nem sikerült átláthatóan kommunikálnia az átmenetet a kamatemelési ciklusból a kamatcsökkentésekbe 2007 tavaszán, illetve a kamatemelésekhez való visszatérést 2008 elején. A többségében a piacokon galamblelkűnek (azaz kamatcsökkentésre hajlamosnak) tekintett Monetáris Tanácsnak az új elnök első évében komoly harcot kellett folytatnia a hitelesség megszerzéséért.
A forint árfolyamsávja 2008 februári eltörlése után az MNB-t azért kritizálták, mert egyszerre jelentette be a ezt a döntést, illetve azt, hogy a Monetáris Tanács az elemzői várakozások ellenére nem emelte a jegybanki alapkamatot. Emiatt Simornak többszörösen cáfolnia kellett, hogy az MNB nem kötött alkut a kormánnyal, megígérve a sáv eltörléséhez adott kormány-hozzájárulásért cserébe, hogy nem emelnek kamatot.
Elődje, Járai Zsigmond 2008. március 28-án egy rádióinterjúban bírálta Simort, amiért elnökként - Járai szerint helyesen - az állami kiadások lefaragását tartja követendő programnak, a Konvergencia Tanács tagjaként azonban korábban még támogatta az adóemeléseket, amelyek hozzájárultak a gazdaság lelassulásához.
2009. március 7-én, egy nappal azután, hogy a forint újabb mélypontra esett az euró ellen a pénzpiacon, a Népszava baloldali napilapban támadás érte Simort. A napilap többek közt azt vetette fel, hogy az MNB-elnök a Simor Pénzügyi Tanácsadó Kft. és a Cipruson, Limassolban bejegyzett Trevisol Management Services Ltd. tulajdonosa és ez összeférhetetlenséget jelenthet jegybankelnöki posztjával. Simor még aznap közleményben tudatta, hogy kinevezése óta egyik cég sem folytat tevékenységet. A támadás után az elnök és a kormányszóvivő is arról kapott újságírói kérdéseket, nem romlott-e meg Simor és Gyurcsány Ferenc szocialista kormányfő viszonya. A válasz mindkét esetben az volt, hogy viszonyuk korrekt.
2009. március 11-én Surányi György volt jegybankelnök azt a kritikát fejtette ki egy konferencián, hogy az MNB ellentmondásosan beszélt és cselekedett és ezzel hozzájárult a forint mélyrepüléséhez. Simor ugyanakkor Surányi kritikáit tartotta ellentmondásosnak.

## A második Orbán-kormány alatt, 2010-13
A 2010-es országgyűlési választáson győztes Fidesz elnöke már a választás második fordulóját követő napon erős kritikát gyakorolt a jegybankelnökkel szemben. Simor jelezte, ki kívánja tölteni mandátumát, amit napra pontosan meg is tett. A 2008-as gazdasági világválság után az amerikai FED és az Európai Központi Bank is 1 százalékra vagy ez alá csökkentette a jegybanki alapkamatot a recesszió súlyos hatásainak csökkentése, a gazdaság mielőbbi helyreállása érdekében. Ezzel szemben a Simor András vezette monetáris tanács a második Orbán-kormány első évében 5,25%-ról 7%-ra emelte az alapkamatot inflációs aggodalmak miatt, jelentősen megdrágítva ezzel az adósság finanszírozását miközben az infláció valójában egy százalékkal 3,9%-ra csökkent 2011-ben. Emiatt a jegybankelnököt folyamatos támadások érték kormányoldalról. 2011 áprilisára többségbe került a kormány által kinevezett 4 külsős tag a 7 tagú Monetáris Tanácsban. Először 2012 januárjában akadályoztak meg egy további kamatemelést, majd 2012 augusztus 28-án 0,25%-os kamatcsökkentést szavaztak meg. Ezt követően a tanács minden hónapban negyed százalékkal csökkentette az alapkamatot. Simor András minden egyes alkalommal a csökkentés ellen szavazott a két belső taggal Király Júliával és Karvalits Ferenccel együtt egészen a mandátuma megszűnéséig. Az infláció 2014-re -0,2%-ra csökkent, tehát az aggodalmak alaptalannak bizonyultak. Az alapkamat 2016-ra 0,9%-ig csökkent. Az egy főre eső GDP csak 2014-ben érte el a 2008-as értéket.
Simor András liberális gazdaságpolitikusként már a 2008-as gazdasági válság idején 2000-2500 milliárd forintos megszorítást javasolt. Felfogásában a jegybankelnök a fékek és ellensúlyok szerepét tölti be a pénzügyi rendszerben. Nem figyelmeztetett elég hangosan a devizahitelezés veszélyeire, de nem értett egyet a devizahitelesek megmentésével sem. Nem támogatta az árfolyamgátat, a végtörlesztést és a devizahitelek forintosítását sem, amelyet végül a kormány szerencsés időzítéssel a svájci jegybank árfolyamgátjának eltörlése előtt hajtott végre. Nem támogatta a kormány "unortodox" lépéseit (tranzakciós adó, a devizahitelezés betiltása, a magánnyugdíjpénztárak felszámolása), a jegybank minden esetben elzárkózott és tanulmányokat írt arról, hogy miért nem lehet ezeket a javaslatokat végrehajtani. Nem értett egyet azzal, hogy a jegybanknak támogatnia kellene a kormány költségvetési politikáját vagy a gazdaság élénkítését, miközben az európai és amerikai jegybankok drasztikus kamatcsökkentést hajtottak végre.
A következő MNB-elnök, Matolcsy György monetáris politikája további, folyamatos alapkamat-csökkentéssekkel és egy kedvezményes Növekedési Hitelprogrammal jellemezhető.

## Családja
Elvált, három gyermeke van: Simor Máté, Simor Diána és Simor Dániel, aki az Index, majd a Telex újságírója lett.

## Elismerések
- 2009 októberében a Global Finance Magazine nyilvánosságra hozta a világ legjobb jegybankelnökeit. Simor András az elsők között szerepel.[34]
- 2010 augusztusában Sánta Kutya díjban részesült.
- Az Euromoney szaklap szerkesztői 2010-ben az év jegybankárának választották a felzárkózó európai régióban.[35]